# Matías Silvestre
Matías Agustín Silvestre (Mercedes, 25 de setembro de 1984) é um ex-futebolista argentino que atuava como zagueiro.

## Títulos
Boca Juniors
- Campeonato Argentino: Apertura 2003, Apertura 2005, Clausura 2006
- Copa Sul-Americana: 2004, 2005
- Recopa Sul-Americana: 2005, 2006
- Copa Libertadores da América: 2007